# Ruisseau de Larluzen
Pour les articles homonymes, voir Rimbez.
Le ruisseau de Larluzen est une rivière du sud-ouest de la France c'est un affluent de l'Auzoue sous-affluent de la Garonne par la Gélise.

## Géographie
De 10 km de longueur, le ruisseau de Larluzen prend sa source sur la commune de Montréal dans le département du Gers et se jette dans l'Auzoue sur la commune de Fourcès.

## Départements et communes traversés
- Gers : Labarrère, Montréal, Fourcès.

## Principaux affluents
- Ruisseau de Caude : 1,7 km
- Ruisseau de Cassay : 1,1 km
- Ruisseau de la Père : 2,7 km